# Pyramiden von Güímar

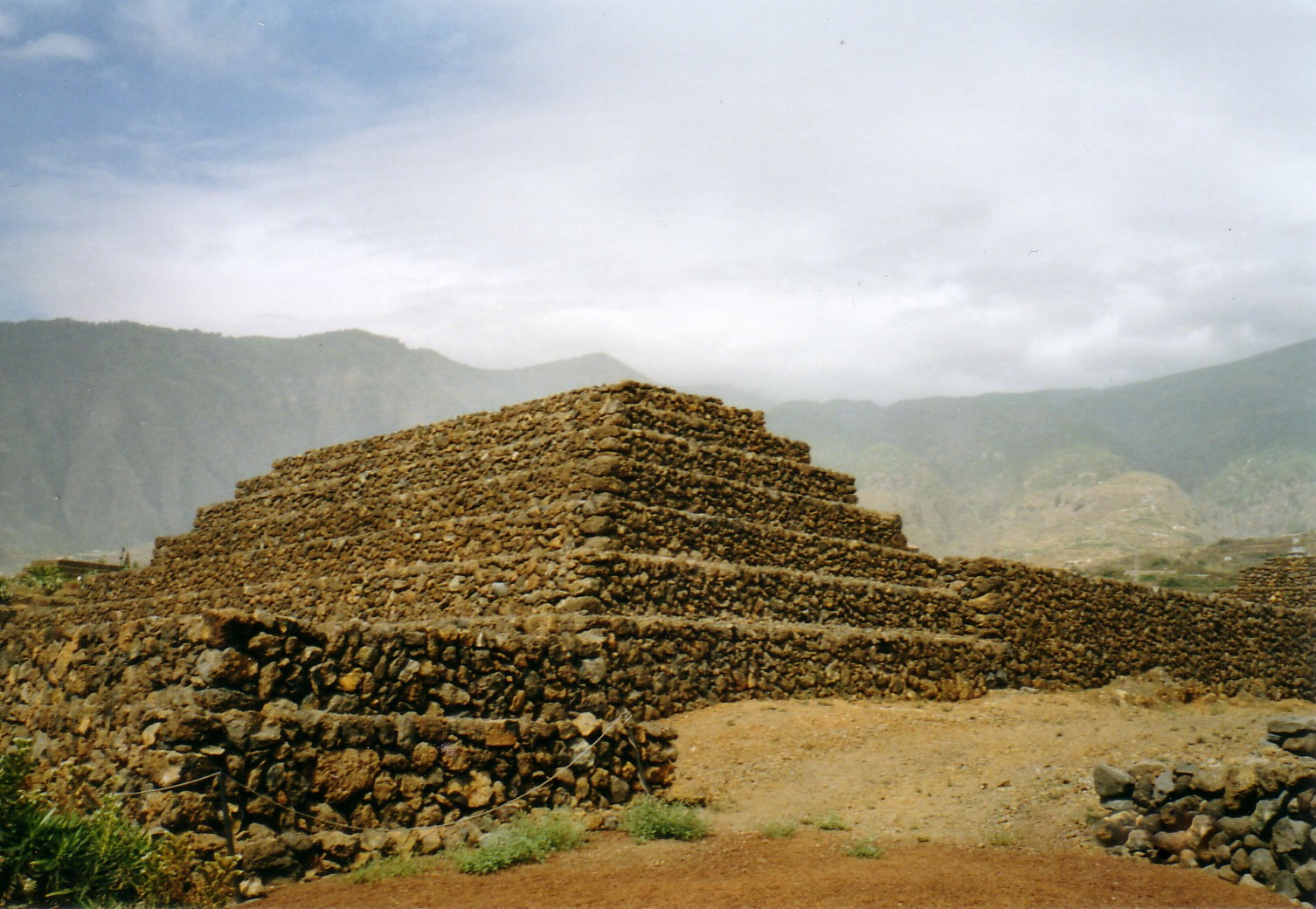
Eine der Pyramiden von Güímar 2003

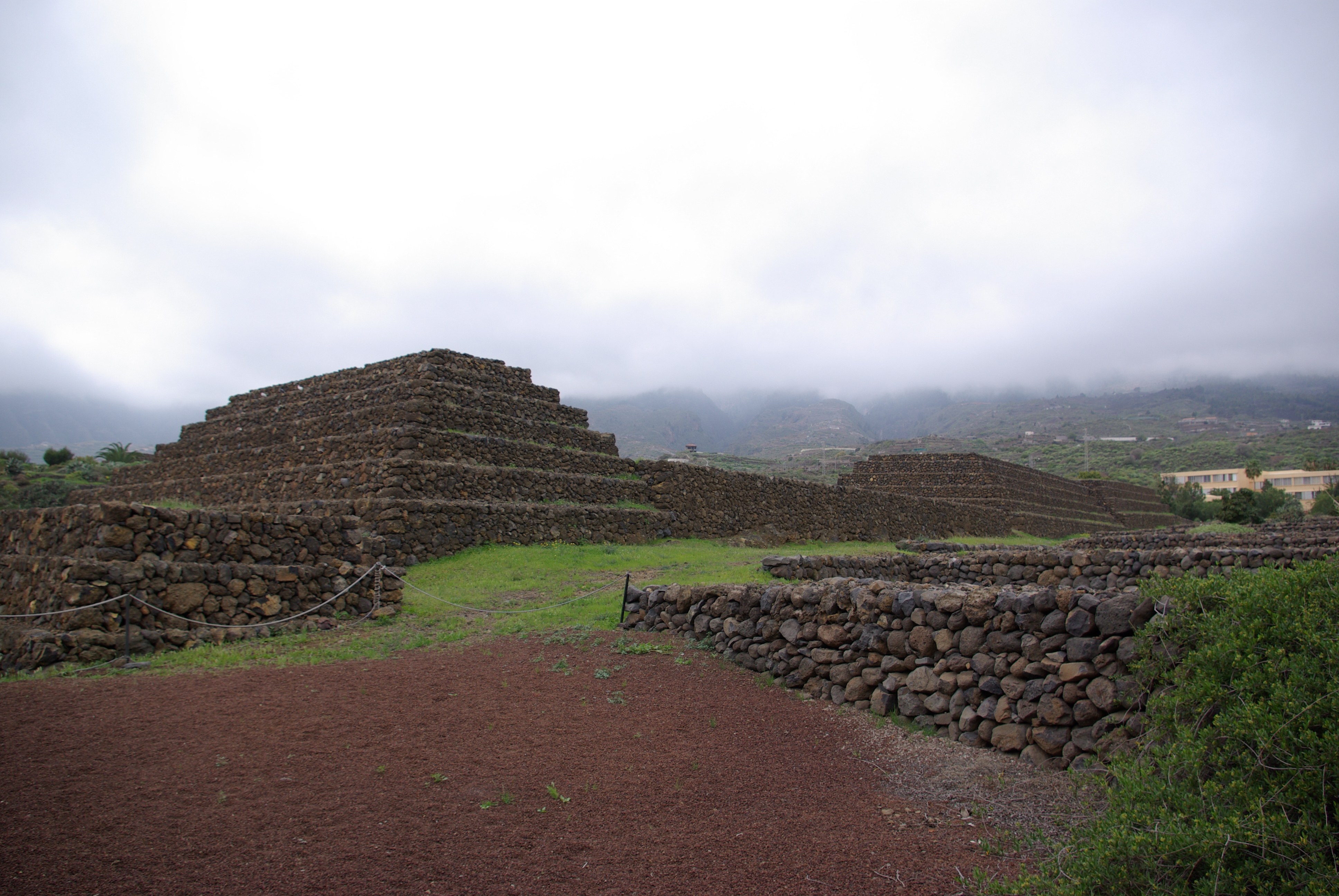
Dieselbe Pyramide 2008

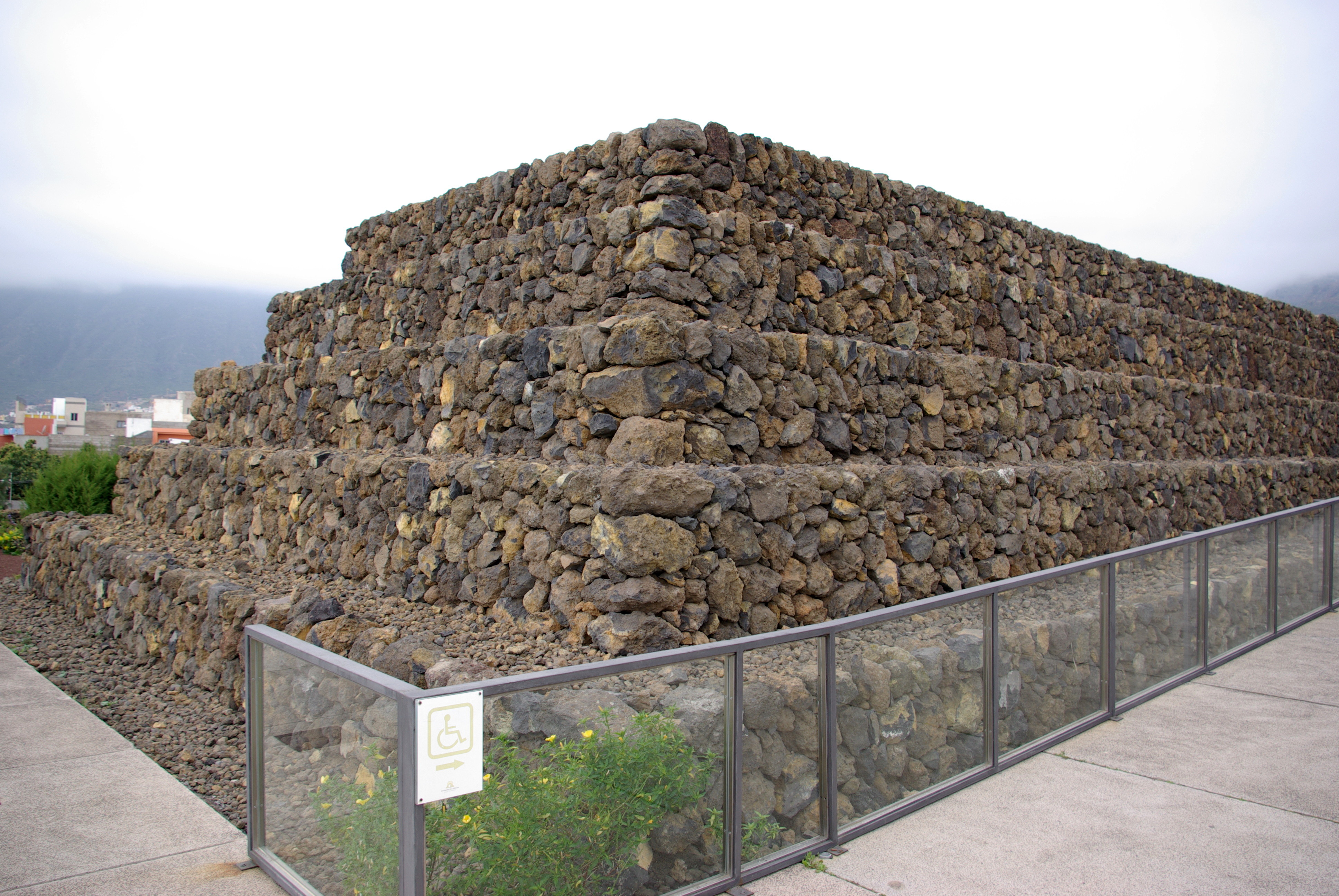

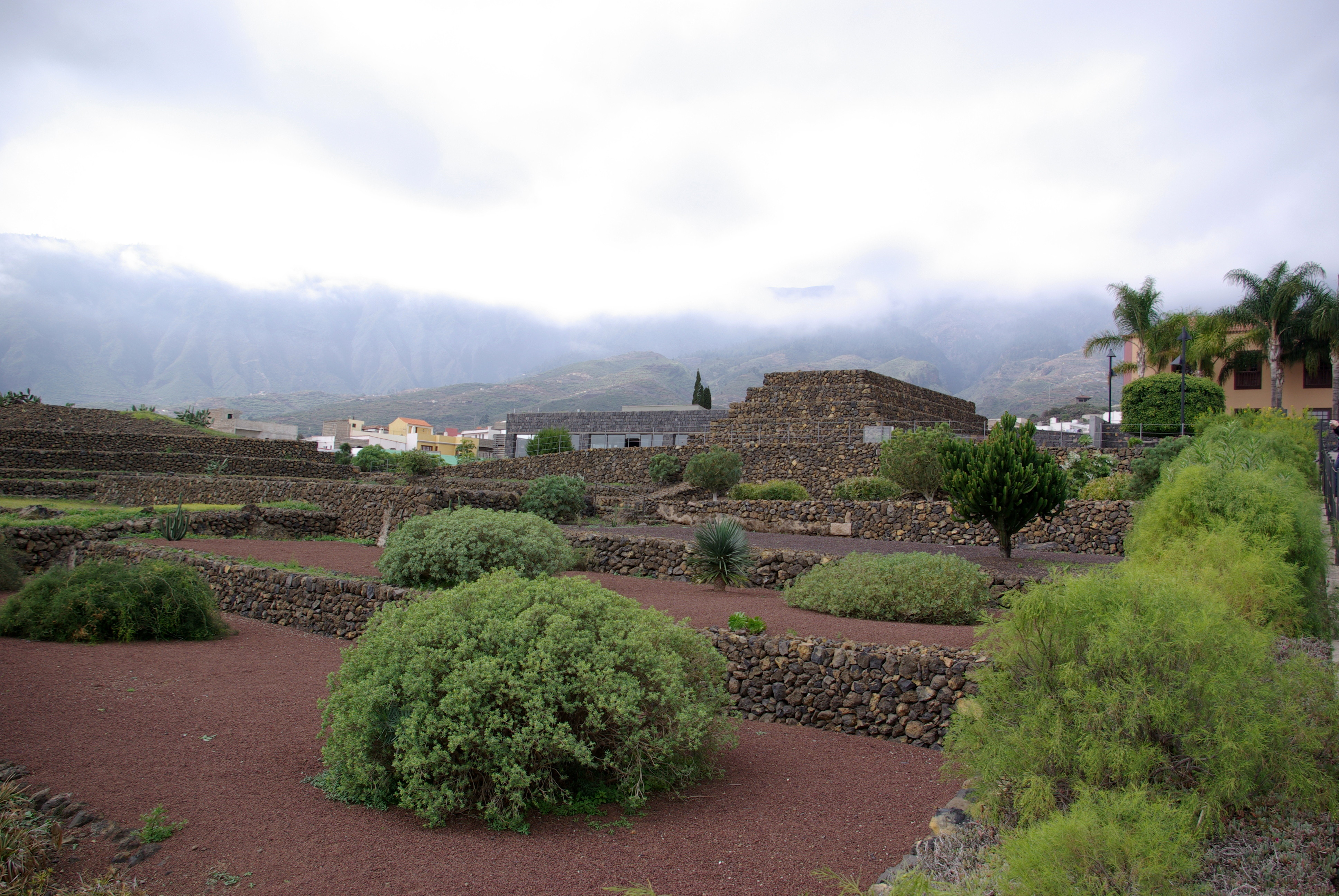

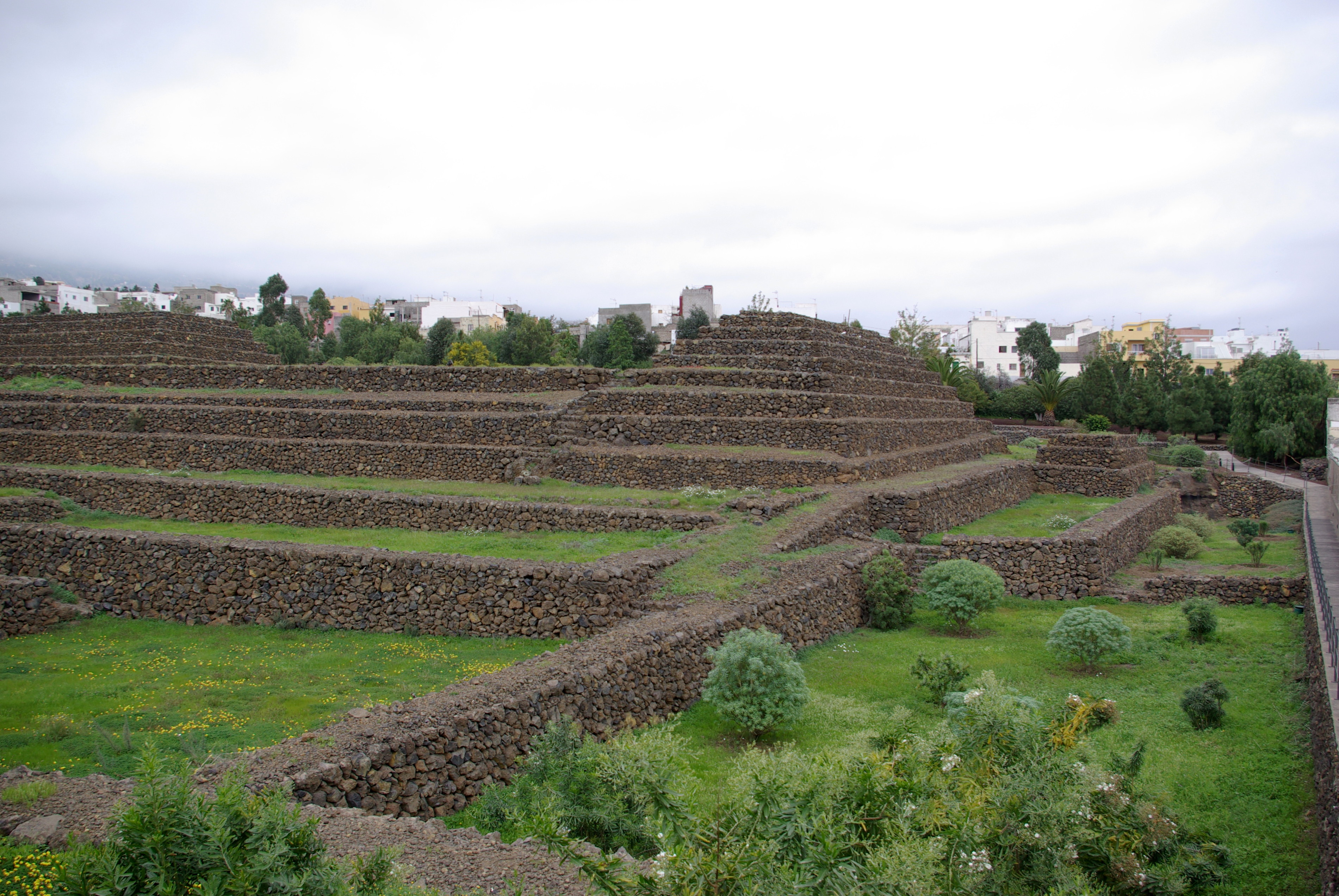

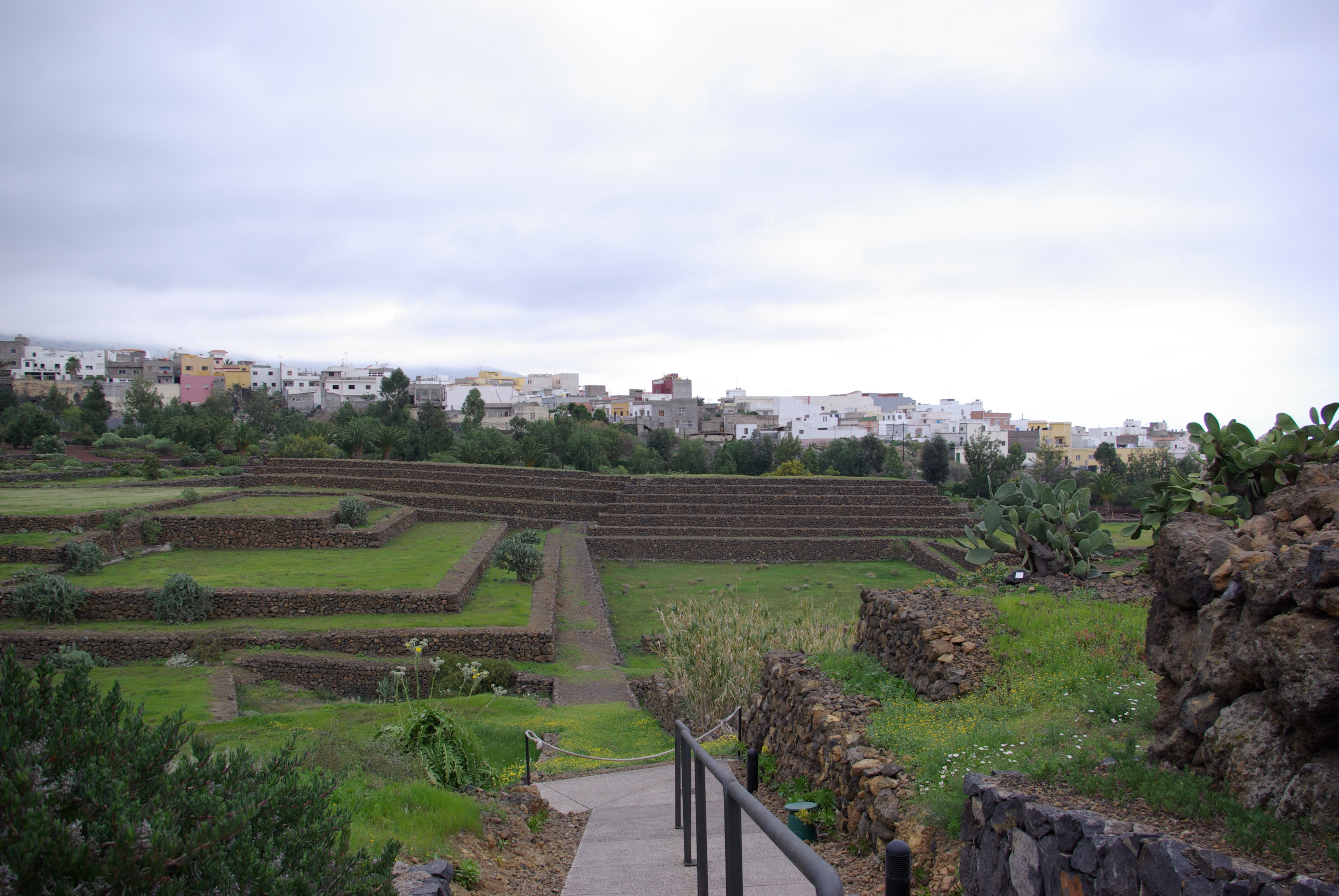

Bei den Pyramiden von Güímar handelt es sich um sechs rechteckig langgestreckte pyramidenförmige Terrassenbauten aus mörtelfrei aufgeschichteten Lavasteinen. Sie befinden sich nahe der Ortschaft Chacona, die zur Gemeinde Güímar auf Teneriffa gehört. Während die Datierung in das 19. Jahrhundert durch archäologische Grabungen zweifelsfrei gesichert ist, konnte ihre Funktion bisher nicht eindeutig geklärt werden.
Überlieferungen der Einheimischen sowie alte Darstellungen zeigen, dass solche Pyramiden (auch Morras, Majanos, Molleros oder Paredones genannt) einst an vielen Orten der Inseln zu finden waren. Sie wurden jedoch im Laufe der Zeit häufig abgerissen und als billiges Baumaterial genutzt. In Güímar selbst gab es ursprünglich neun Pyramiden, von denen heute nur noch sechs erhalten sind.

## Forschungsgeschichte
Zwischen 1991 und 1998 fanden mehrere Ausgrabungen durch Archäologen der Universität La Laguna (Departamento de Prehistoria, Antropología e Historia Antigua) statt, deren 1996 auf einem Kolloquium vorgestellte und 1998 publizierte Sektion den Beweis für die Datierung der Pyramiden vorlegte. Nach vorhergehenden Georadar-Untersuchungen wurden acht Felder mit je 25 m² Fläche in Schichtengrabung bis auf den festen Lavagrund hinab abgetieft. Dabei konnten drei Schichten festgestellt werden, angeführt von oben nach unten:
1. Schichtdicke im Mittel 20 cm, bestehend aus stark humoser Erde mit vielen pflanzlichen Resten und Wurzeln; es wurden deutliche Pflug-Spuren und ein breites Spektrum an datierbaren Funden aus der zweiten Hälfte des 20. Jahrhunderts gefunden;
2. Schichtdicke im Mittel 25 cm, ähnlich zusammengesetzt wie die erste Schicht, allerdings mit weniger Humus und einer größeren Anzahl von kleinen Steinen; zum Vorschein kamen sehr verschiedene, in das 19. und 20. Jahrhundert zu datierende Funde; unter diesen Funden ist ein offizielles Siegel von 1848 besonders zu erwähnen;
3. Schichtdicke 25 bis 150 cm, zusammengesetzt aus kleinen vulkanischen Steinchen, aufgebracht offensichtlich in einem Zug, den unebenen felsigen Untergrund nivellierend; die Füllung enthielt fast keine Funde außer einigen wenigen Scherben, einerseits von einheimischer Keramik andererseits von Importkeramik – beide Sorten grob in das 19. Jahrhundert zu datieren; die Pyramiden stehen stratigraphisch direkt auf dieser untersten Schicht; somit liegt die frühest mögliche Entstehungszeit der Pyramiden im 19. Jahrhundert.[1]

Des Weiteren wurde unter der Seitenkante einer der Pyramiden eine natürliche Lavahöhle entdeckt, die zugemauert war und Funde aus der Guanchenzeit erbrachte. Da die Pyramide stratigraphisch über der Höhle liegt, lassen sich aus den in die Zeit zwischen 600 und 1000 n. Chr. datierten Guanchenfunden nur Schlüsse für die Höhlennutzung ziehen. Die Pyramiden können aufgrund der gefundenen jüngeren Importkeramik nicht älter als aus dem 19. Jahrhundert sein.

### Theorien von Aparicio Juan und Esteban López
Untersuchungen von Aparicio Juan und Esteban López, beide Mitarbeiter des Astrophysikalischen Instituts der Kanaren, hatten schon Anfang der 1990er Jahre ergeben, dass die Längsseiten einiger Terrassenbauten von Güímar in Richtung der beiden Sonnenwenden weisen. Am Tag der Sommersonnenwende kann man von der Plattform der größten Pyramide einen zweifachen Sonnenuntergang erleben: Die Sonne versinkt hinter einer Bergspitze, passiert sie, taucht dahinter wieder auf und versinkt hinter dem benachbarten Berg ein zweites Mal. Alle Pyramiden weisen auf ihrer Westseite Treppen auf, auf denen man zur Wintersonnenwende genau der aufgehenden Sonne entgegentritt.
Im Jahr 2005 erschien ein Buch von Juan und López unter dem Titel: Die Pyramiden von Güímar: Mythos und Realität (auf Spanisch). Sie argumentieren, dass die Orientierung der Pyramiden auf die Sonnenwenden von der Symbolik der Freimaurer inspiriert ist. Die Wissenschaftler stützen diesen Vorschlag auf drei Argumente: statistische Untersuchungen zur Zufälligkeit der Ausrichtung, die Bedeutung der Sonnenwenden in der Freimaurerei und die Tatsache, dass der Eigentümer des Grundstücks zur Zeit der Erbauung Freimaurer war.

### Transatlantische Hypothese
Der 2002 verstorbene Forscher und Abenteurer Thor Heyerdahl, der 1990 auf die Steinbauten aufmerksam wurde und sich dann für mehrere Jahre im Gelände niederließ, vertrat die Hypothese, die kanarischen Pyramiden seien eine Zwischenstation auf dem Weg ägyptischer Sonnenanbeter zu den Maya Mittelamerikas. Dies führte zu Kontroversen, die unter anderem in kanarischen Zeitungen ausgetragen wurden. Obwohl Heyerdahls Hypothese durch Grabungsergebnisse widerlegt wurde, beharrte er weiterhin darauf. Mit dem auf den Kanaren aktiven norwegischen Unternehmen Fred. Olsen & Co., Eigentümer des 1990 der Verbauung gewidmeten Geländes, wurde das Areal 1998 mit Abschluss der Grabungen touristisch vermarktet. Ein Informationszentrum macht die Besucher mit Heyerdahls Forschungsreisen und seinen Thesen über die Pyramiden vertraut. Zwei Pavillons zeigen Ausstellungen über Heyerdahl und Modelle seiner Fahrzeuge, darunter auch den Nachbau der Ra II in Originalgröße.